# Rizómata
Rizómata är en ort i Grekland.   Den ligger i prefekturen Nomós Imathías och regionen Mellersta Makedonien, i den norra delen av landet, 290 km nordväst om huvudstaden Aten. Rizómata ligger 598 meter över havet och antalet invånare är 1 157.
Terrängen runt Rizómata är kuperad åt nordost, men åt sydväst är den bergig. Runt Rizómata är det glesbefolkat, med 14 invånare per kvadratkilometer. Närmaste större samhälle är Véroia, 19,3 km norr om Rizómata. 